# Daviesia buxifolia
Daviesia buxifolia är en ärtväxtart som beskrevs av George Bentham. Daviesia buxifolia ingår i släktet Daviesia, och familjen ärtväxter. Inga underarter finns listade i Catalogue of Life.